# 大巽他鼠屬
大巽他鼠屬（学名：Sundamys），哺乳綱囓齒目鼠科的一屬，而與大巽他鼠屬同科的動物尚有西里伯斯鼠屬、扁顱鼠屬（刺扁顱鼠）、矢鼠屬（長尾矢鼠）、狹鼠屬（神女狹鼠）等之數種哺乳動物。

## 下属物种
本属包括以下物种：
- 山地大巽他鼠 Sundamys infraluteus (Thomas, 1888)
- 巴氏大巽他鼠 Sundamys maxi (Sody, 1932)
- 米氏大巽他鼠 Sundamys muelleri (Jentink, 1879)[4]